# REBIUN
La Red de Bibliotecas Universitarias y Científicas Españolas (REBIUN) es una de las redes asociadas a la Sectorial I+D+i de la Conferencia de Rectores de las Universidades Españolas (CRUE) desde 2020. Anteriormente, era una comisión sectorial de dicha organización en materia de cooperación bibliotecaria. REBIUN agrupa a las bibliotecas de las universidades españolas, tanto públicas como privadas, así como a una serie de bibliotecas de instituciones científicas y de investigación, en particular el Consejo Superior de Investigaciones Científicas (CSIC), que desde 2001 es miembro de pleno derecho de la red.
En la actualidad, REBIUN se compone de 76 bibliotecas universitarias (49 de ámbito universitario público y 27 privado) y el CSIC como miembros de pleno derecho, además de 20 miembros colaboradores. El principal órgano de gobierno de REBIUN es el pleno de la Asamblea, que se reúne una vez al año y es presidido por una Coordinación, designada expresamente por la Comisión Sectorial CRUE-I+D+i, elegida de entre las vicerrectoras y vicerrectores que forman parte de su Pleno, a propuesta del Comité Ejecutivo de la Comisión Sectorial de CRUE-I+D+i.

## Historia
Los orígenes de REBIUN se remontan al año 1988, cuando las bibliotecas de nueve universidades públicas españolas (Alcalá de Henares, Barcelona, Cantabria, Oviedo, País Vasco, Politécnica de Cataluña, Santiago de Compostela, Sevilla y UNED) decidieron promover un proyecto de cooperación que, al amparo de los cambios conceptuales y organizativos contenidos en la LRU (Ley Orgánica 11/1983, de 25 de agosto, de Reforma Universitaria), ayudase a dar un nuevo impulso a las bibliotecas universitarias. El proyecto fue acogido por el entonces rector de la Universidad de Cantabria y se materializó cuando en el otoño de 1990 los rectores de nueve universidades firmaron en Oviedo un “Acuerdo de cooperación bibliotecaria interuniversitaria” que dio origen a la Red de Bibliotecas Universitarias, más conocida por su acrónimo REBIUN. En 1993 se habían incorporado al acuerdo otras cuatro universidades más: Pompeu Fabra de Barcelona, Pública de Navarra, Carlos III de Madrid y Universidad de Gerona; en 1996 lo haría la de Castilla-La Mancha.
Además de enfatizar la necesidad de fomentar la cooperación bibliotecaria, las instituciones firmantes buscaban potenciar la modernización de las bibliotecas estableciendo para ello unas condiciones mínimas que debían cumplir las bibliotecas que quisieran participar en la red: constituir una unidad funcional dentro de la universidad, tener un presupuesto propio, contar con una dirección técnica (no académica), disponer de un sistema de automatización con, al menos, las funcionalidades de catalogación, OPAC (catálogo en línea) y emisión de registros en formato MARC, y comprometerse a facilitar el acceso a sus fondos en préstamo interbibliotecario o mediante copias al resto de las bibliotecas firmantes. En este primer momento, REBIUN puso en marcha tres iniciativas cooperativas principales: catálogo colectivo, préstamo interbibliotecario y formación del personal bibliotecario.
Pocos años después, en 1993, a raíz de una reunión de responsables de bibliotecas universitarias españolas celebrada con ocasión del congreso de la Federación Internacional de Asociaciones de Bibliotecarios y Bibliotecas (IFLA) celebrado en Barcelona en agosto de ese año, se planteó la conveniencia de crear un foro estable de encuentro de todas las bibliotecas universitarias españolas -sin ningún requisito previo de admisión- e incorporar la red de bibliotecas del CSIC como fundadora al mismo nivel. A finales de noviembre de ese mismo año tuvo lugar en Barcelona la primera Conferencia de Direcciones de Bibliotecas (CODIBUCE), auspiciada por el Consejo de Universidades y convocada por las universidades de Cádiz, La Laguna, Oviedo, Politécnica de Cataluña y Salamanca. En total asistieron las direcciones de 41 bibliotecas universitarias, además del CSIC. Al incorporar a las bibliotecas de esta última institución, CODIBUCE trascendía la cooperación entre bibliotecas universitarias tal como quedó plasmado en su denominación al incorporar la expresión “bibliotecas científicas”. Además de ser un foro de encuentro anual, CODIBUCE articuló su actuación mediante la constitución de grupos de trabajo sobre préstamo interbibliotecario, estadísticas de bibliotecas e interconexión y cooperación bibliotecaria.
En la IV Conferencia de CODIBUCE, celebrada en mayo de 1996, se presentó la propuesta de confluencia entre CODIBUCE y REBIUN. Aprobada por la inmensa mayoría de las bibliotecas asistentes a la Conferencia, la propuesta hizo que la Conferencia de Direcciones pasara a constituirse en el órgano colegiado director del nuevo REBIUN resultante de la fusión. Por su parte REBIUN tuvo que aprobar en ese mismo mes la modificación de su reglamento para posibilitar la adhesión de todas las bibliotecas universitarias sin necesidad de cumplir los requisitos mínimos que contemplaba el acuerdo interuniversitario de 1990. Fue en este momento cuando se produjo un cambio en la denominación de REBIUN por cuanto en el nuevo reglamento aparecía con la denominación de “Red de Bibliotecas Universitarias Españolas”. Este reglamento sería ratificado un año después, en la V Conferencia de Direcciones de REBIUN celebrada en Gerona en mayo de 1997.
En 1998, con ocasión de la VI Asamblea de REBIUN en Lérida, se volvió a plantear una nueva reforma del reglamento derivada del encargo que la Conferencia de 1997 había hecho a la Comisión Permanente, órgano ejecutivo de REBIUN, de estudiar la incorporación de REBIUN a la CRUE en calidad de comisión sectorial con la finalidad de dotarse de una personalidad jurídica de la que hasta entonces carecía. Dicha integración determinó la necesidad de adaptar el reglamento de REBIUN a fin de adaptarlo al reglamento-marco que la CRUE aplicaba a sus comisiones sectoriales. Con esta nueva reforma reglamentaria REBIUN quedaba conformada «por todas las bibliotecas de las universidades que pertenecen a la CRUE, las cuales serán consideradas miembros de pleno derecho, a todos los efectos», si bien se contemplaba la existencia de “miembros colaboradores” (“bibliotecas o centros que no perteneciendo a la CRUE tengan un carácter científico y de investigación y que puedan hacer aportaciones a la red. Sus derechos y obligaciones se especificarán en el protocolo de colaboración que REBIUN establezca con cada uno”). Este proceso es el que explica la presencia del CSIC en REBIUN, en un primer momento en calidad de “socio colaborador” y, desde 2001 con la consideración de miembro de pleno derecho “atendiendo a su función de soporte básico para la investigación pública en España”.
La modificación condujo también a la creación de la figura de la presidencia de REBIUN, cargo que debía recaer en un Rector designado por la Asamblea General de la CRUE. El primer presidente de REBIUN fue el entonces Rector de la Universidade de Santiago de Compostela, Darío Villanueva Prieto, catedrático de Teoría de la Literatura y Literatura Comparada, que ejerció la presidencia hasta 2002. De forma similar se introducía la figura de la Secretaría Ejecutiva, elegido de entre las vocalías de la Comisión Ejecutiva, órgano ejecutivo de la red, todas ellas direcciones de bibliotecas universitarias. Completaba la estructura organizativa el máximo órgano colegiado de decisión: el Pleno de la Asamblea de las direcciones de bibliotecas. 
Junto a los órganos directivos, se fueron poniendo en marcha diversos grupos de trabajo cuyo número y temática han ido experimentando variaciones a lo largo de la historia de REBIUN. A ellos habría que sumar los grupos de trabajo surgidos en el contexto de los planes estratégicos de la red y concebidos para desarrollar, mediante acciones anuales, las líneas estratégicas de cada plan.
Desde 2020, la Red de Bibliotecas Universitarias y Científicas Españolas (REBIUN) es una red asociada a la Sectorial CRUE I+D+i. Aunque la estructura de los Órganos de Gobierno se ha actualizado se han mantenido los grupos de trabajo y se han ido adaptando a las nuevas circunstancias y a las nuevas líneas estratégicas de cada plan.

## Asambleas de REBIUN
De acuerdo con el actual reglamento de REBIUN, el máximo órgano decisorio de la red es el Pleno de la Asamblea cuya denominación y composición han ido variando a lo largo de los años. En cuanto a su numeración, se respetaron las cuatro conferencias CODIBUCE desde 1993 a 1996, año en el que se produjo su fusión con REBIUN. Debido a ello, la primera asamblea de REBIUN, en 1997, adoptó el ordinal V, si bien con la denominación “Conferencia de Direcciones REBIUN” que posteriormente iría cambiando a otras denominaciones: asamblea plenaria, asamblea anual y, más recientemente, asamblea anual de la comisión sectorial.
| Núm.   | Asamblea                                                                                                | Presidencia                                        | Secretaría Ejecutiva                                 |
| ------ | --- | -------------------------------------------------- | ---------------------------------------------------- |
| I      | Conferencia CODIBUCE, 1993 (Barcelona)                                                                  | -                                                  | -                                                    |
| II     | Conferencia CODIBUCE, 1994 (Granada)                                                                    | -                                                  | -                                                    |
| III    | Conferencia CODIBUCE, 1995 (La Laguna)                                                                  | -                                                  | -                                                    |
| IV     | Conferencia CODIBUCE, 1996 (Madrid)                                                                     | -                                                  | -                                                    |
| V      | Conferencia Anual de REBIUN, 1997 (Gerona)                                                              | -                                                  | -                                                    |
| VI     | Asamblea Plenaria de REBIUN, 1998 (Lérida)                                                              | Darío Villanueva (Univ. Santiago de Compostela)    | Remedios Moralejo (Univ. Zaragoza)                   |
| VII    | Asamblea Plenaria de REBIUN, 1999 (Santiago de Compostela)                                              | Darío Villanueva (Univ. Santiago de Compostela)    | Javier Martínez (Univ. Cantabria)                    |
| VIII   | Asamblea Plenaria de REBIUN, 2000 (Córdoba)                                                             | Darío Villanueva (Univ. Santiago de Compostela)    | Sonsoles Celestino (Univ. Sevilla)                   |
| IX     | Asamblea Anual de REBIUN, 2001 (Alicante)                                                               | Darío Villanueva (Univ. Santiago de Compostela)    | Mercedes Guijarro (Univ. Alicante)                   |
| X      | Asamblea Anual de REBIUN, 2002 (Valladolid)                                                             | José Gómez Soliño (Univ. La Laguna)                | Miguel Jiménez (Univ. Autónoma Madrid)               |
| XI     | Asamblea Plenaria de REBIUN, 2003 (Ciudad Real)                                                         | Manuel Moreno (Univ. País Vasco)                   | Marta Magriñá (Univ. La Rioja)                       |
| XII    | Asamblea Plenaria de REBIUN, 2004 (San Sebastián)                                                       | Carlos Berzosa (Univ. Complutense)                 | Carmen Guerra (Univ. País Vasco)                     |
| XIII   | Asamblea Plenaria de REBIUN, 2005 (Castellón)                                                           | Carlos Berzosa (Univ. Complutense)                 | Carmen Guerra (Univ. País Vasco)                     |
| XIV    | Asamblea Plenaria de REBIUN, 2006 (Badajoz)                                                             | Carlos Berzosa (Univ. Complutense)                 | Carmen Guerra (Univ. País Vasco)                     |
| XV     | Asamblea Plenaria de REBIUN, 2007 (La Coruña)                                                           | Carlos Berzosa (Univ. Complutense)                 | José Antonio Magán (Univ. Complutense)               |
| XVI    | Asamblea Anual de REBIUN, 2008 (Cádiz)                                                                  | Carlos Berzosa (Univ. Complutense)                 | José Antonio Magán (Univ. Complutense)               |
| XVII   | Asamblea Anual de REBIUN, 2009 (León)                                                                   | Carlos Berzosa (Univ. Complutense)                 | Víctor Sanz (Univ. Navarra)                          |
| XVIII  | Asamblea Anual de la Comisión Sectorial de REBIUN, 2010 (Las Palmas de Gran Canaria)                    | Carlos Berzosa (Univ. Complutense)                 | Víctor Sanz (Univ. Navarra)                          |
| XIX    | Asamblea Anual de la Comisión Sectorial de REBIUN, 2011 (Barcelona)                                     | José Mª Martínez de Pisón (Univ. La Rioja)         | Mª Carmen Fdez. Galiano (Univ. Alcalá de Henares)    |
| XX     | Asamblea Anual de la Comisión Sectorial de REBIUN, 2012 (Málaga)                                        | Vicent Climent (Univ. Jaume I)                     | Mª Carmen Fdez. Galiano (Univ. Alcalá de Henares)    |
| XXI    | Asamblea Anual de la Comisión Sectorial de REBIUN, 2013 (Zaragoza)                                      | Vicent Climent (Univ. Jaume I)                     | Ramón Abad (Univ. Zaragoza)                          |
| XXII   | Asamblea Anual de la Comisión Sectorial de REBIUN, 2014 (Madrid)                                        | Vicent Climent (Univ. Jaume I)                     | Ramón Abad (Univ. Zaragoza)                          |
| XXIII  | Asamblea Anual de la Comisión Sectorial de REBIUN, 2015 (Santander)                                     | Vicent Climent (Univ. Jaume I)                     | Ramón Abad (Univ. Zaragoza)                          |
| XXIV   | Asamblea Anual de la Comisión Sectorial de REBIUN, 2016 (Palma de Mallorca)                             | Vicent Climent (Univ. Jaume I)                     | Ramón Abad (Univ. Zaragoza)                          |
| XXV    | Asamblea Anual de la Comisión Sectorial de REBIUN, 2017 (Logroño)                                       | Vicent Climent (Univ. Jaume I)                     | Mª Isabel Casal (Univ. Santiago de Compostela)       |
| XXVI   | Asamblea Anual de la Comisión Sectorial de REBIUN, 2018 (Salamanca)                                     | Llorenç Huguet (Univ. de les Illes Balears)        | Mª Isabel Casal (Univ. Santiago de Compostela)       |
| XXVII  | Asamblea Anual de la Comisión Sectorial de REBIUN, 2019 (Granada)                                       | Llorenç Huguet (Univ. de les Illes Balears)        | Mª Isabel Casal Reyes (Univ. Santiago de Compostela) |
| XXVIII | Asamblea Anual de REBIUN, 2021 (online)                                                                 |                                                    |                                                      |
| XXIX   | Conferencia Anual de REBIUN, 2022 (Barcelona)                                                           | Carlos Hermenegildo Caudevilla (Univ. de València) | María Jesús Sáiz Vega (Univ. Cantabria)              |
|        | Asamblea anual REBIUN, 2022 (XXVIII Jornadas de Investigación de las Universidades Españolas) (UV)      | Carlos Hermenegildo Caudevilla (Univ. de València) | María Jesús Sáiz Vega (Univ. Cantabria)              |
| XXX    | Conferencia Anual de REBIUN, 2023 (Alicante)                                                            | Carlos Hermenegildo Caudevilla (Univ. de València) | María Jesús Sáiz Vega (Univ. Cantabria)              |
|        | Asamblea anual REBIUN, 2023 (XXIX Jornadas de Investigación de las Universidades Españolas) (Barcelona) | Carlos Hermenegildo Caudevilla (Univ. de València) | María Jesús Sáiz Vega (Univ. Cantabria)              |
| XXXI   | Conferencia Anual de REBIUN, 2023 (Jaén)                                                                | Carlos Hermenegildo Caudevilla (Univ. de València) | José Pablo Gallo (Univ. Alicante)                    |
|        | Asamblea anual REBIUN, 2024 (XXX Jornadas de Investigación de las Universidades Españolas) (Cuenca)     | Carlos Hermenegildo Caudevilla (Univ. de València) | José Pablo Gallo (Univ. Alicante)                    |

## Órganos de gobierno
En su configuración actual, REBIUN se estructura en dos órganos de gobierno colegiados: el Pleno y la Comisión Permanente; así como dos órganos unipersonales: la Coordinación y la Secretaría Ejecutiva.
El Pleno es el máximo órgano de decisión de REBIUN; está constituido por sus integrantes de pleno derecho:
1. Un/a Coordinador/a, quien será designado/a expresamente por la Comisión Sectorial CRUE-I+D+i, bajo elección de entre los/as Vicerrectores/as que forman parte de su Pleno, a propuesta del Comité Ejecutivo de la Comisión Sectorial de CRUE-I+D+i.
2. El/la Director/a o responsable de cada biblioteca universitaria, bajo designación del/de la Rector/a de cada universidad y comunicado por escrito a la secretaría ejecutiva de la Comisión Sectorial de CRUE-I+D+i.
3. El CSIC será representado en el pleno de REBIUN por el/la director/a o responsable de la unidad funcional de la que dependa su Red de Bibliotecas y Archivos bajo designación del/la presidente/a y comunicado por escrito a la Secretaría Ejecutiva de la Comisión Sectorial de CRUE I+D+i.

A las asambleas del Pleno también serán convocadas las direcciones de las bibliotecas o responsables de los servicios bibliotecarios de cada uno de los Miembros Colaboradores de REBIUN, que podrán participar con voz, pero sin voto.
La Comisión Permanente estará compuesta por el/la Coordinador/a de REBIUN y cinco personas que actuarán como vocales y que serán elegidas por el Pleno de REBIUN entre sus integrantes.
Junto a esta estructura de gobierno, existen una serie de grupos de trabajo encargados de desarrollar programas y proyectos concretos. Estos grupos, variables en el tiempo, proceden de las líneas de actuación desplegadas por las dos entidades originarias, REBIUN y CODIBUCE: catálogo colectivo, préstamo interbibliotecario, estadística de bibliotecas, interconexión, etc. En la actualidad están en concordancia con las nuevas líneas estratégicas incluidas en el V Plan Estratégico 2024-2027 y son ocho: Catálogo Colectivo (creado en 1991), Estadísticas (1991), Servicios Compartidos, Repositorios (2011), Patrimonio Bibliográfico (1998), Acceso al documento, Comunicación, Propiedad Intelectual, Plan Estratégico.

## Actividades
Además de sus productos o servicios originarios (catálogo colectivo, red de préstamo interbibliotecario y anuario estadístico), la actividad de REBIUN ha cobrado forma en una notable cantidad de publicaciones, informes y documentos de literatura gris, reuniones, recomendaciones, etc. sobre temas de interés bibliotecario como la propiedad intelectual, el acceso abierto, la alfabetización informacional, la gestión de la calidad, la sostenibilidad, la protección del patrimonio bibliográfico, la digitalización, etc.
El catálogo colectivo o catálogo REBIUN reúne los registros bibliográficos de las bibliotecas que forman parte de la red, incluyendo además los registros de la Biblioteca Nacional de España, la Biblioteca de Catalunya y las bibliotecas del Ministerio de Economía y Competitividad. Con una actualización bimensual, ofrece más de 15 millones de registros bibliográficos de manuscritos, incunables, obras del patrimonio bibliográfico y modernas colecciones de materiales académicos y de investigación. Este catálogo es una herramienta esencial para conocer los fondos bibliográficos que desde hace más de ochocientos años se encuentran disponibles en las bibliotecas universitarias y de investigación españolas.
También es destacable su capacidad de organización de eventos profesionales, siendo los más consolidados las Jornadas CRAI (entre 2003 y 2023) y los Workshops sobre Proyectos Digitales (desde 2002). Desde 2022, además de la Asamblea anual se lleva a cabo una Conferencia anual.
En otra línea hay que destacar la nueva definición en 2002 de biblioteca universitaria mediante la popularización del concepto de Centro de Recursos para el Aprendizaje e Investigación (CRAI) con ocasión del lanzamiento de su primer plan estratégico.
En el plano internacional, REBIUN forma parte de organizaciones asociativas profesionales como la International Federation of Library Associations (IFLA) y la Ligue des Bibliothèques Européennes de la Recherche (LIBER). En IFLA, REBIUN está presente en cinco secciones: Academic and Research Libraries, Rare Books and Manuscripts, Statistics and Evaluation, Management of Library Associations e Information Literacy.
En la Asamblea extraordinaria celebrada el 27 de febrero de 2024 se aprobaron los objetivos del Observatorio de Inteligencia Artificial de REBIUN, que tiene el objetivo de "conocer, analizar y evaluar las principales iniciativas en materia de inteligencia artificial para determinar su incidencia y/o aplicabilidad en las bibliotecas universitarias y científicas", estableciendo "sinergias con otros sectores para promover el uso de esta tecnología e impulsar su aplicación práctica, ética y deontológica". 

## Planes estratégicos
En la Asamblea de REBIUN 2001 celebrada en Alicante, algunas bibliotecas plantearon la necesidad de elaborar un plan estratégico dirigido a asegurar la supervivencia y consolidación de la organización en un entorno sometido a profundos cambios a causa, sobre todo, del avance tecnológico y la implantación del Espacio Europeo de Educación Superior. Para llevarlo a cabo se constituyó una comisión delegada en el seno de la Comisión Ejecutiva que recibió el encargo de elaborar una propuesta para someter al Pleno de la Asamblea del año siguiente. La comisión quedó integrada por las directoras de las bibliotecas de las universidades Carlos III, País Vasco, Pompeu Fabra y Sevilla.El borrador fue aprobado en la X Asamblea celebrada en Valladolid en 2002, naciendo así el I Plan Estratégico de REBIUN para el cuatrienio 2003-2006. 
Este plan sería seguido por varios planes más, llegando hasta el que está vigente actualmente, el V Plan Estratégico 2024-2027, aprobado en asamblea del Pleno de REBIUN el 29 de noviembre de 2023.
El desarrollo del plan REBIUN 2024-2027 se basa en cuatro líneas estratégicas:
- Línea 1. La biblioteca en el contexto de la transformación digital.
- Línea 2. La biblioteca como agente estratégico para el impulso de la ciencia abierta.
- Línea 3. Equipos y capacitación profesional.
- Línea 4. Gobernanza, colaboración e internacionalización.